# Wargha István
Hajdúböszörményi és nádudvari Wargha István (Pécska, Arad vármegye, 1808. július 28. – Nagyvárad, 1876. március 12.) az osztrák rendőrség ügynöke az önkényuralom idején, a Szent Korona rejtekhelyének felkutatója.

## Élete
Nemesi családból származott, családi nemesi előnevük „hajdúböszörményi és nádudvari” volt. Számos helyen járt középiskolába. Papi szemináriumba került, de onnan másodévesen kilépett. Filozófiai és pedagógiai tanulmányokat folytatott. 28 éves korában nősült; felesége Fejér Borbála lett. Négy gyermekük született. 1840. szeptember 5-én érte a Magyar Tudós Társaság (a Magyar Tudományos Akadémia elődje) a bölcseleti osztály levelező tagjává választotta.
Az 1840-es években Pestre költözött, ahol fiúnevelő intézetet tartott fenn. 1843-ban tagja, később aligazgatója lett a Kossuth Lajos által alapított Iparegyesületnek. 1846–48-ban ő szerkesztette az Iparegyesület Hetilap című újságját.
Jogi tanulmányokat is folytatott, majd a magyar királyi kamara fogalmazója lett. 1848-ban a megszüntetett kamarából átkerült a minisztériumba: a Bécsben működő, a király személye körüli minisztérium fogalmazójaként, később titkáraként dolgozott. A bécsi forradalom nyomán állásából elbocsátották, vizsgálati fogságba került. Csaknem két évet töltött börtönben. Szabadulása után Pesten újra magánnevelőházat nyitott, de vállalkozása megbukott.

## Kémkedés az osztrákok szolgálatában
Ekkoriban lépett titokban osztrák szolgálatba; lehetséges, hogy már fogsága idején megkörnyékezték. Az ő információi alapján fogták el 1852. november 16-án Noszlopy Gáspárt és később az Arad környéki csoportot is, akiknél 1851 novemberében Noszlopy ugyancsak megfordult. Noszlopyt 1853. március 3-án Pesten kivégezték.
1853 április közepén Johann Kempen altábornagy, aki 1852 áprilisa óta az újonnan felállított Legfelsőbb Rendőrhatóság vezetője volt, Bécsbe rendelte. Londonba küldte Warghát azzal a megbízással, hogy a Kossuth-emigráció köreibe férkőzve tudja meg a Szent Korona rejtekhelyét.
Wargha István útlevelet kapott, és 1853. április 27-én útra kelt Londonba, ahová május 2-án érkezett meg. Kossuth szívesen fogadta, de Wargha tőle csak annyit tudott meg, hogy a korona Magyarországon maradt. Mintegy két hétig forgolódott londoni és párizsi emigráns körökben, majd május 19-én visszatért Bécsbe. Megbízóinak azt jelentette, hogy a londoni utcán egy ismeretlen magyar megszólította, akivel gyorsan barátságot kötött, és ő egy igen nagy összeg ígéretéért hajlandó volt elárulni neki a korona rejtekhelyét, amiről feljegyzést készített, és az információért előleget adott.
A történet nem nyerte meg bécsi megbízói tetszését, ezért május 24-én Warghát ismét letartóztatták, feljegyzéseit elvették. A hevenyészett rajz alapján négy hónapig kutakodott az osztrák rendőrség Orsova környékén, eredménytelenül. Végül Warghát is kihozatták a börtönből; csatlakozott a kutatókhoz, és néhány nap múlva, 1853. szeptember 8-án megtalálták a korona rejtekhelyét.
Wargha megkapta az általa megjelölt összeget, 60 000 osztrák forintot, és családjával azonnal Londonba távozott.

## További élete
Londonban a Wargha család eleinte „nagy házat vitt”, de fokozatosan, több sikertelen üzleti vállalkozás és az azt követő végrehajtás után egyre rosszabb körülmények közé kerültek. 1860-ban tért haza Magyarországra. 1864-ben Nagyváradon telepedtek le. A városban közismert volt a története: csak a „koronás Wargha”-ként emlegették. Ennek ellenére 1872 áprilisában közfelkiáltással megválasztották közigazgatási tanácsnoknak és árvaszéki ülnöknek. 1876-ban halt meg; sok levelet, iratot hagyott maga után.

## Művei
- Mi kell a’ magyarnak?; Werfer Ny., Kassa, 1834
- A szegény ember és gyermekei. Elbeszélések a magyar köznép számára; Landerer–Heckenast, Pest, 1843 (Magyar nép-barát)
- Terv a kisdedóvó-intézetek terjesztése iránt a’ két magyar hazában; Heckenast, Bp., 1843
- Beke Kristóf: A lélektudomány viszonya a neveléshez / Wargha István: A lélektudomány hatása a nevelésre; Egyetemi Ny.–Eggenberger, Buda-Pest, 1845 (Philosophiai pályamunkák)